# Festung Kufstein
Festung Kufstein är ett slott i Österrike. Det ligger i distriktet Kufstein och förbundslandet Tyrolen, i den centrala delen av landet. Festung Kufstein ligger på en klippa i staden Kufstein ovanför floden Inn.
Borgen nämns 1205 som Castrum Choufstein för första gången i en urkund. Den fick fram till 1415 flera tillbyggnader. I samband med en belägring under kejsare Maximilian I föll regionen 1504 till det tysk-romerska riket. Sedan tillkom ett stort torn och en ringmur som delvis är 7,5 meter tjock. Festung Kufstein intogs 1703/1704 av kungariket Bayern och 1804 av Napoleon. Året 1814 tillföll byggnaden åter Österrike.